# Segovia
Segovia je město ve středním Španělsku severně od Madridu, středisko provincie Segovia v autonomním společenství Kastilie a León. Ve městě žije přibližně 52 tisíc obyvatel.
Ve městě se nachází několik významných historických památek: 
- katedrála Panny Marie,
- staré město, kde jsou stavby připomínající pestré složení obyvatel (Maurové, Židé i křesťané) města Sergovie ve středověku,
- žulový akvadukt z doby římské a
- středověký hrad Alcázar.

Staré město a akvadukt byly v roce 1985 přiřazeny ke světovému dědictví. Římskokatolická katedrála se nachází na hlavním náměstí (Plaza Mayor). Kostel je zasvěcený Nanebevzetí Panny Marie a Svatému Fruktusovi (španělsky San Fruitos) a byl postaven ve stylu isabelské gotiky a výstavba probíhala v letech 1525 - 1768. Její věž z roku 1614 bývala s výškou 88 m nejvyšší věží Španělska. Je považována za poslední velkou gotickou katedrálu. V katedrále je i muzeum.
Město i viadukt jsou pod ochranou UNESCO.

## Historie
První zaznamenaná zmínka o osídlení na území dnešní Segovie pochází z doby, kdy byla v držení Keltů. Později přešla pod kontrolu Římanů. Město je pravděpodobným místem bitvy v roce 75 př. n. l., ve které Quintus Caecilius Metellus Pius zvítězil nad Quintem Sertoriem a Hirtuleiem. Hirtuleius v boji padl.
Během římského období osídlení patřilo k jedné z mnoha soudobých latinských konventů. Předpokládá se, že město bylo opuštěno po islámské invazi do Španělska o několik století později. Po dobytí Toleda Alfonsem VI. Leónským a Kastilským bylo město znovu osídleno křesťany ze severu Pyrenejského poloostrova i z oblastí za Pyrenejemi. To Segovii poskytlo značný vliv, jehož hranice sahaly až za pohoří Sierra de Guadarrama a řeku Tajo.
Díky své poloze na obchodních trasách se Segovia stala důležitým centrem obchodu s vlnou a textiliemi. Konec středověku pro město znamenal období rozkvětu, rostla zde židovská komunita a byl položen základ pro mocný textilní průmysl. V této době bylo dokončeno několik nádherných gotických staveb. Dne 13. prosince 1474 byla v kostele San Miguel de Segovia prohlášena Isabela I. za královnu Kastilie. Segovienne byl místní flanel používaný k čalounění ve 14. až 17. století. Šlo o keprovou tkaninu s chlupatým povrchem vyrobenou ze španělské vlny.

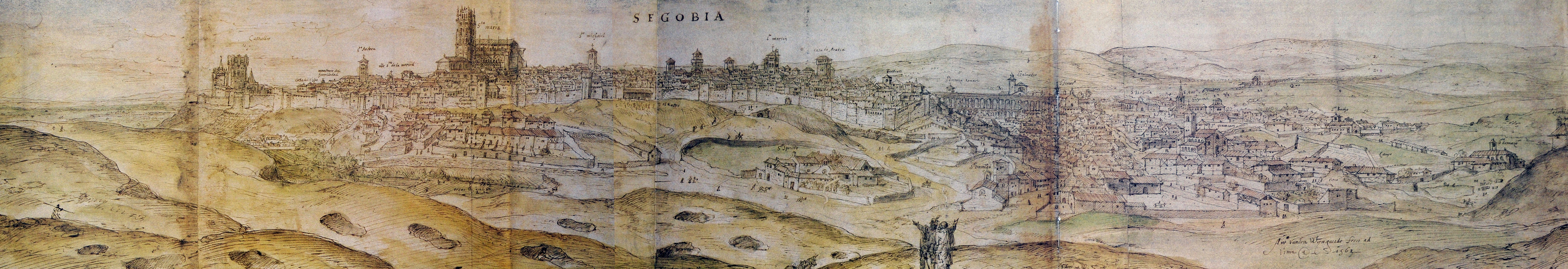
Kresba Segovie („Segobia“) od Antona van den Wyngaerde, cca 1562

Podobně jako většina kastilských textilních center se Segovia připojila k povstání komunérů pod vedením Juana Brava. Přestože povstání bylo potlačeno, město pokračovalo v hospodářském rozmachu až do 16. století, kdy počet obyvatel vzrostl na 27 000 v roce 1594. Poté však, podobně jako téměř všechna města Kastilie, vstoupila Segovia do období úpadku. O století později, v roce 1694, zde žilo pouze 8 000 obyvatel. Na počátku 18. století se město pokusilo oživit svůj textilní průmysl, avšak neúspěšně. Ve druhé polovině století podnikl Karel III. další pokus o obnovu obchodu v regionu, což vedlo k založení Královské segovijské vlněné manufaktury (1763). Nedostatečná konkurenceschopnost výroby však vedla k tomu, že koruna v roce 1779 stáhla svou podporu.
V roce 1764 byla ve městě otevřena Královská dělostřelecká škola, první vojenská akademie ve Španělsku, která zde funguje dodnes. V roce 1808 Segovii vydrancovaly francouzské jednotky během Války za nezávislost. Během první karlistické války město neúspěšně napadly jednotky vedené Donem Carlosem, hrabětem z Moliny. V 19. století a v první polovině 20. století Segovia zažila demografickou obnovu, která byla důsledkem relativní ekonomické stability.

## Partnerská města
- Edinburgh, Velká Británie, 1985
- Marysville, Ohio, USA, 2001
- Tucson, Arizona, USA

## Galerie

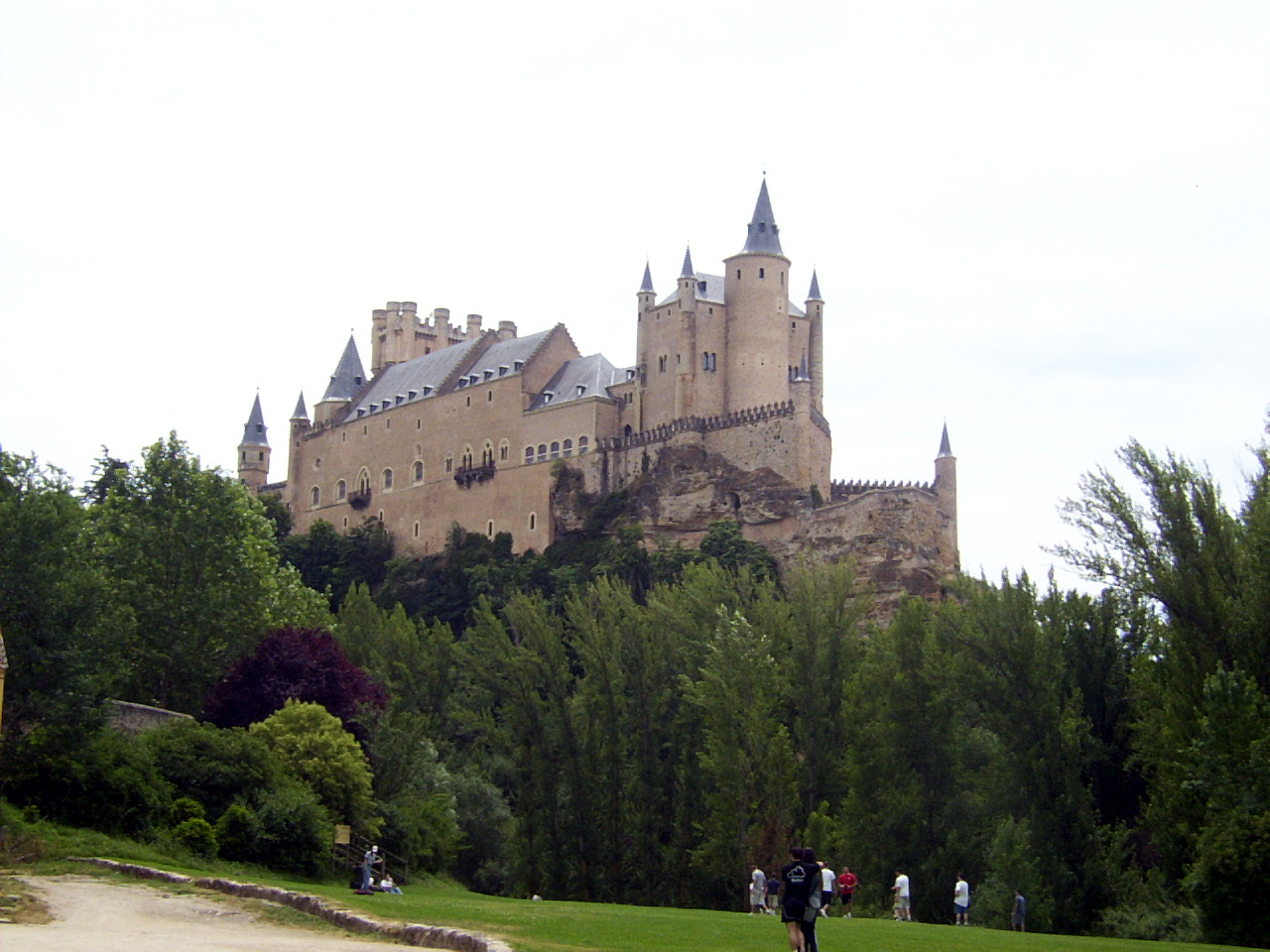
Hrad Segovia
Římský Akvadukt v Segovii.
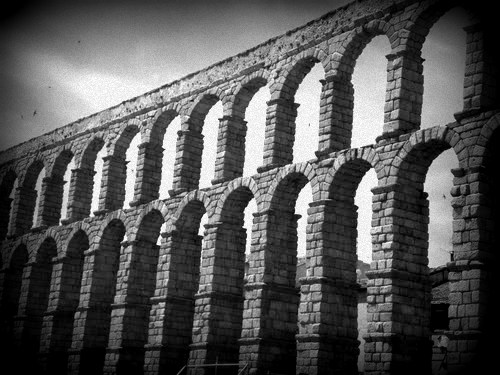
Římský Akvadukt v Segovii.
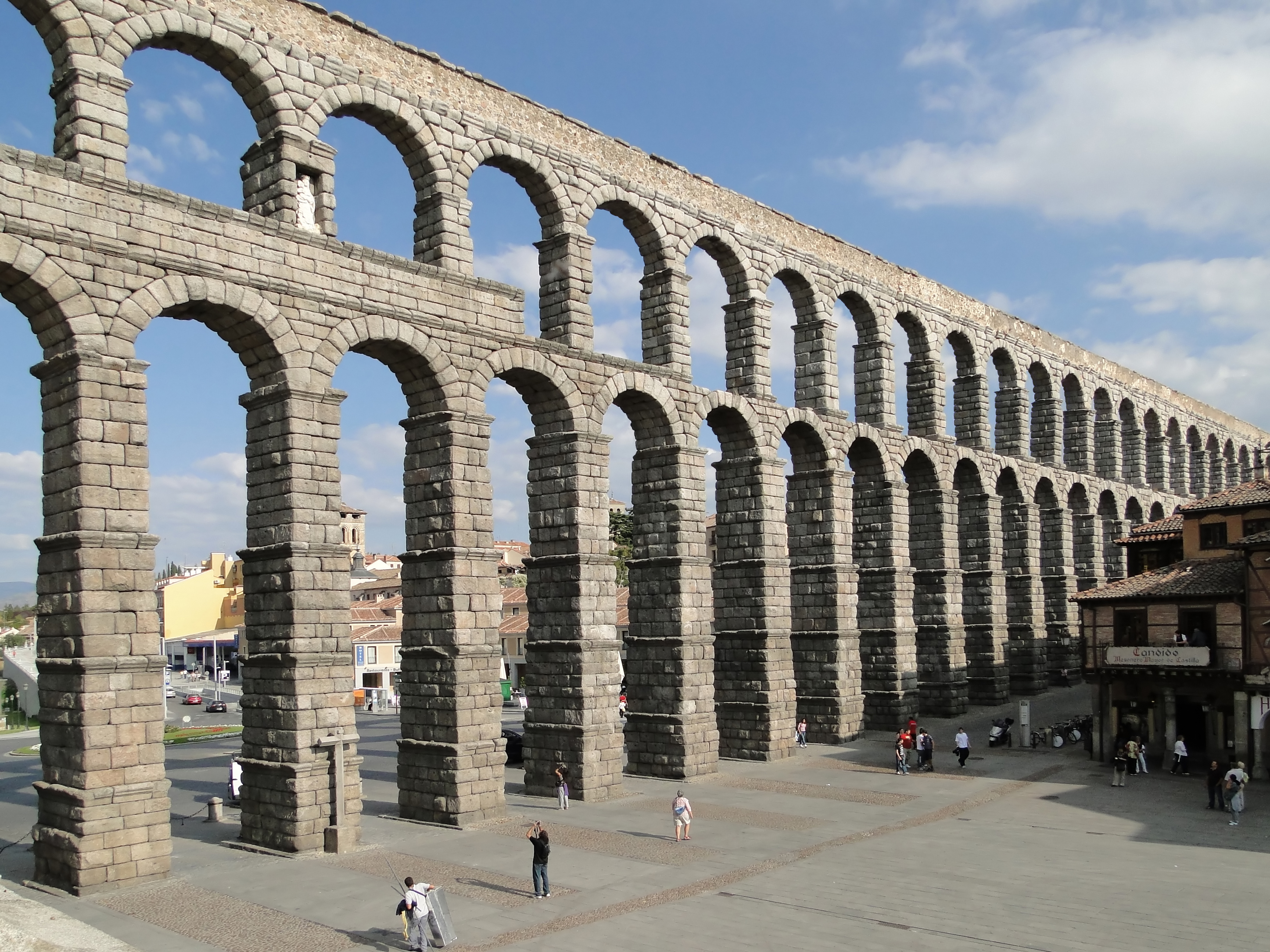
Římský Akvadukt v Segovii.